# Süssbach (Aare)
Der Süssbach ist ein Bach im Bezirk Brugg im Schweizer Kanton Aargau und ein rechter Zufluss der Aare.

## Lage
Der Süssbach entspringt südwestlich der Ortschaft Scherz im bewaldeten Hügelgebiet zwischen Birr im Osten und Schinznach-Bad sowie Holderbank im Westen. Er fliesst durch Scherz und über das Birrfeld in das Gebiet mit dem alten Flurnamen Pfoltern und von dort aus zwischen dem Guuggerhübel (oder Scherzberg) und dem Schofberg in das von Süden nach Norden verlaufende Tal bei Hausen. Danach berührt er das Gemeindegebiet von Windisch und mündet bei Brugg in die Aare. Die Mündung liegt im Gebiet der Aareschlucht in Brugg, die im Bundesinventar der Landschaften und Naturdenkmäler von nationaler Bedeutung (BLN) aufgeführt ist.
Der Bach durchquert die stark umgewandelte Kulturlandschaft im Birrfeld und in der Agglomeration von Brugg. Mit Ausnahme der Quellbäche ist er nahezu auf der ganzen Länge in ein künstliches Bachbett verlegt, das vielfältige Bauformen aufweist.
Während das Einzugsgebiet des Bachs im Süden und im Westen auf den Höhenzügen vom Chestenberg bis zum Wülpelsberg bei Habsburg und auch im Nordosten mit den Hügeln bei Hausen und Windisch topographisch klar begrenzt ist, sind die Verhältnisse auf dem Birrfeld im Südosten komplizierter. Zwar hat diese als Schwemmfächer in der letzten Eiszeit entstandene Fläche ein Gefälle von rund 30 Metern vom südlichen Rand bei Brunegg und  Birrhard bis zum Süssbach bei Hausen, doch bilden sich darauf keine Fliessgewässer, weil die Niederschläge durch den mächtigen Schotterkörper versickern und als Grundwasser mehrheitlich in das Tal der Reuss, also gegen Osten abfliessen.

## Verlauf
Der Süssbach speist oberhalb von Scherz, wo er auch Scherzbach genannt wird, zwei Weiher, aus denen die Betriebsenergie für die Scherzer Mühle gewonnen wurde, den Oberen Weiher und den Büselweiher. Im Dorf Scherz liegt er in einem weiten Betonkanal mit einem rechteckigen Querschnitt. Die Strasse von Birr nach Schinznach-Bad unterquert er in einer Dole. Danach fliesst er in einem begradigten Kanal, an dem ein weiterer Weiher angelegt ist, über das leicht abfallende offene Gelände am westlichen Rand der Birrfeld-Ebene. Das befestigte Gewässerbett weist zur Verminderung der Erosion viele kleine Absätze auf. Die Gemeindegrenze zwischen Scherz und Lupfig folgt ein Stück weit der linken Böschungskante des Kanals.
Nun erreicht der Süssbach das im Birrfeld gelegene Firmengelände des AMAG-Fahrzeuglogistikcenters, in welchem er von rechts seinen grössten Zufluss aufnimmt, einen ebenfalls in einen geraden Kanal verlegten Seitenbach, der dem früheren Bachthalengraben entspricht. Dieses Gerinne sammelt die vier Bäche von Birr und Lupfig, die im Siedlungsbereich und bis zu diesem Hauptkanal in der Ebene eingedolt sind.
Nach einer Richtungsänderung gegen Norden verlässt der Süssbachkanal das AMAG-Areal und unterquert die Autobahn A3 in einem 1989 gebauten Betonkanal und fliesst rund 200 Meter neben der Autobahn nach Osten. Am östlichen Ausläufer des Guggerhübels trifft er neben der Schaltanlage der Industriellen Betriebe Brugg zugleich auf drei Brücken: die Strassenbrücke der Zufahrt Nord zum AMAG-Gelände, die Hochbrücke des Autobahnzubringers Hausen (Strasse Nummer 296), die an dieser Stelle den Bach, die Eisenbahnlinie Brugg-Othmarsingen und die Autobahn überquert, und die Brücke dieser Eisenbahnlinie mit zwei Durchlässen für den Süssbach. Ein um 2011 errichtetes Auszugsgleis des Huckepackterminals im Birrfeld engt das Bachbett östlich der Bahnbrücke stark ein.
Neben dem Gelände der ehemaligen Zementfabrik Hausen und am Westrand der Siedlung von Hausen folgt der Süssbach auf der Schotterebene mit geringem Abstand der Bahnlinie, die hier vom Birrfeld in einem gegen Norden stetig tiefer werdenden Einschnitt zum 40 Meter tiefer liegenden Bahnhof Brugg absinkt, und liegt dadurch nördlich von Hausen rund 10 Meter höher als die nur wenige Meter entfernten Bahngleise. Ein von Habsburg durch den Buligraben nach Osten fliessender Bach überquert beim Weiler Holzgasse den Autobahnzubringer und die Bahnlinie in einer Kanalbrücke und mündet als einziger nennenswerter linker Zufluss bei Hausen in den Süssbach.
Der Bachkanal wird auf der 2,3 Kilometer langen Strecke von Hausen in einem begradigten Graben mit gepflästerter Sohle ebenfalls allmählich etwas tiefer. Den Kanal überqueren zahlreiche öffentliche und private Brücken, unter anderem die Stege des Süssbachwegs. Zur Belebung der Fliessdynamik sind in jüngerer Zeit stellenweise Aufweitungen geschaffen und Störsteine auf die Kanalsohle gelegt worden.

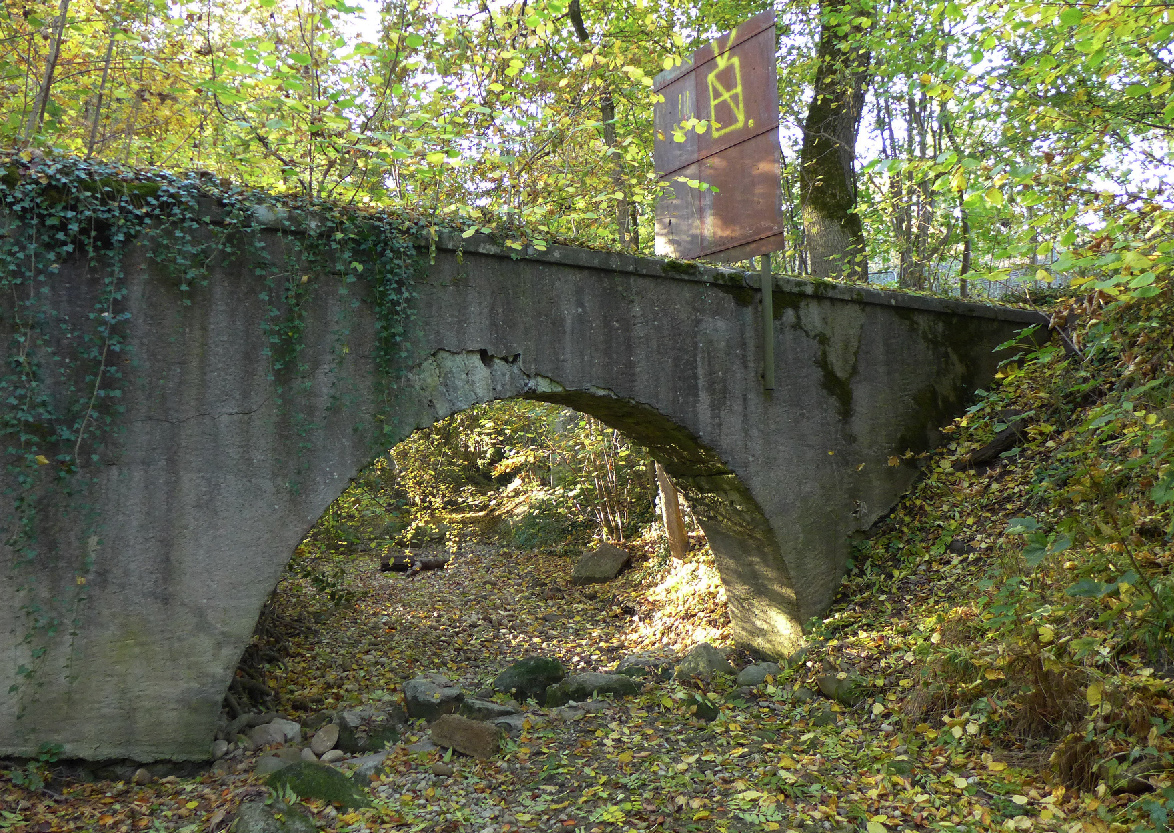
Kanalbrücke über dem trockenen Bachbett des Süssbachs bei Windisch

Nach der Grenze zur Gemeinde Windisch fliesst der Bach eine kurze Zeit in einem Tälchen, das noch teilweise dem ursprünglichen Bachverlauf entspricht, dem Bachweg von Windisch entlang und an der dicht überbauten Weihermatt und nahe bei den Überresten des römischen Amphitheaters vorbei, bis er das Bahnhofquartier erreicht. Über das kleine Tal führen fünf Brücken und Stege sowie eine Kanalbrücke. Auch in diesem Abschnitt ist das eigentliche Bachbett vollständig mit Pflästerungen, Ufermauern und Sohlschwellen verbaut. Nach Perioden mit geringen Niederschlägen kann der Süssbach in diesem Teil des Unterlaufs wegen des Absinkens des Grundwasserspiegels durch Versickerung des Wassers trockenfallen.
Der Bach fliesst unter dem nun folgenden Fabrikgelände der Kabelwerke Brugg in einer Dole, die er an der Gemeindegrenze zwischen Windisch und Brugg nach der Industriestrasse wieder verlässt, und danach in einem offenen, betonierten Bachbett ca. 50 Meter weit bis zu einem Tunnel unter dem Gleisfeld westlich des Bahnhofs von Brugg. Vor dem Tunneleingang befindet sich auf der linken Seite die mit einem Schieber absperrbare Rohrmündung eines Entwässerungskanals im Industriegebiet an der Lagerstrasse.
Der rund 100 Meter lange, abgewinkelte Süssbachtunnel unter den Gleisen und unter der Hauptstrasse 5 folgt der Grenzlinie zwischen Brugg und Windisch und enthält nebeneinander und nur durch eine hohe Betonmauer getrennt den Süssbach und eine Fussgängerpassage. Das Tunnelgewölbe weist in der Mitte des Gleisfelds, wo grössere Gleisabstände vorhanden sind, zwei Öffnungen auf. Nachdem schon 1858 für die Bahnlinie von Aarau nach Baden ein Durchlass für den Süssbach eingerichtet worden war, entstand der längere Bachtunnel beim Bau der zusätzlichen Gleise für die Verbindungslinie von Brugg nach Hendschiken der Aargauischen Südbahn im Jahr 1882. Bei späteren Strassen- und Gleiserweiterungen wurde der Tunnel vor beiden Portalen etwas verlängert.
An den Tunnelausgang schliesst ein künstliches, zwischen 1925 und 1950 gebautes Bachbett an, das mit zunehmendem Gefälle und über kleine Stufen durch das Brugger Wohn- und Gewerbegebiet westlich des Bahnhofquartiers mit der Bachstrasse und dem Süssbachweg und neben dem Medizinischen Zentrum Brugg, dem ehemaligen Spital Brugg, bis zur Laurstrasse verläuft. Zahlreiche Strassenbrücken und Stege führen über das Tobel, dessen Bachsohle und Böschung mit grossen Steinplatten befestigt sind. Die Brücke der Frickerstrasse trägt ein 1925 datiertes Brugger Wappenrelief.
Von der Böschung der Laurstrasse an fliesst der Süssbach im letzten Abschnitt seines Verlaufs durch einen grossen unterirdischen Kanal, der mit Absperr- und Überlaufeinrichtungen gesichert ist. Das um 1925 gebaute Gerinne verläuft tief im Boden quer unter der Laurstrasse, der Freudensteinstrasse und der Museumsstrasse bzw. dem Marie-Heim-Vögtlin-Weg hindurch und mündet neben dem ehemaligen, 1892 errichteten Kraftwerk von Brugg an der Aarepromenade in die Aare. Der letzte Teil des Süssbachtals bis zur Aare ist nach dem Bau des Oberwasserkanals teilweise bis auf das Niveau der Geländeterrasse aufgefüllt worden.

## Geschichte
Vom Birrfeld über Hausen bis nach Brugg wurden in der römischen Zeit nahe beim Süssbach zwei unterirdische Wasserleitungen gebaut, die das Trinkwasser zur Siedlung mit dem Legionslager Vindonissa führten (siehe Wasserleitungen von Vindonissa). Die Wasserfassung des älteren Römerkanals dürfte im Gebiet von Scherz gelegen haben und aus Quellen am Oberlauf des Süssbachs gespeist worden sein.
Im 19. und 20. Jahrhundert führten Hochwasser des Süssbachs mehrmals zu Schäden an der Infrastruktur in Scherz und Hausen.
Von Scherz bis nach Windisch folgt die um 1967 errichtete Abwasserleitung mit der Bezeichnung Sammelkanal Birrfeld dem Süssbach. Der Kanal führt unterhalb von Brugg zur Kläranlage Brugg-Birrfeld im Aareschachen.

## Bilder

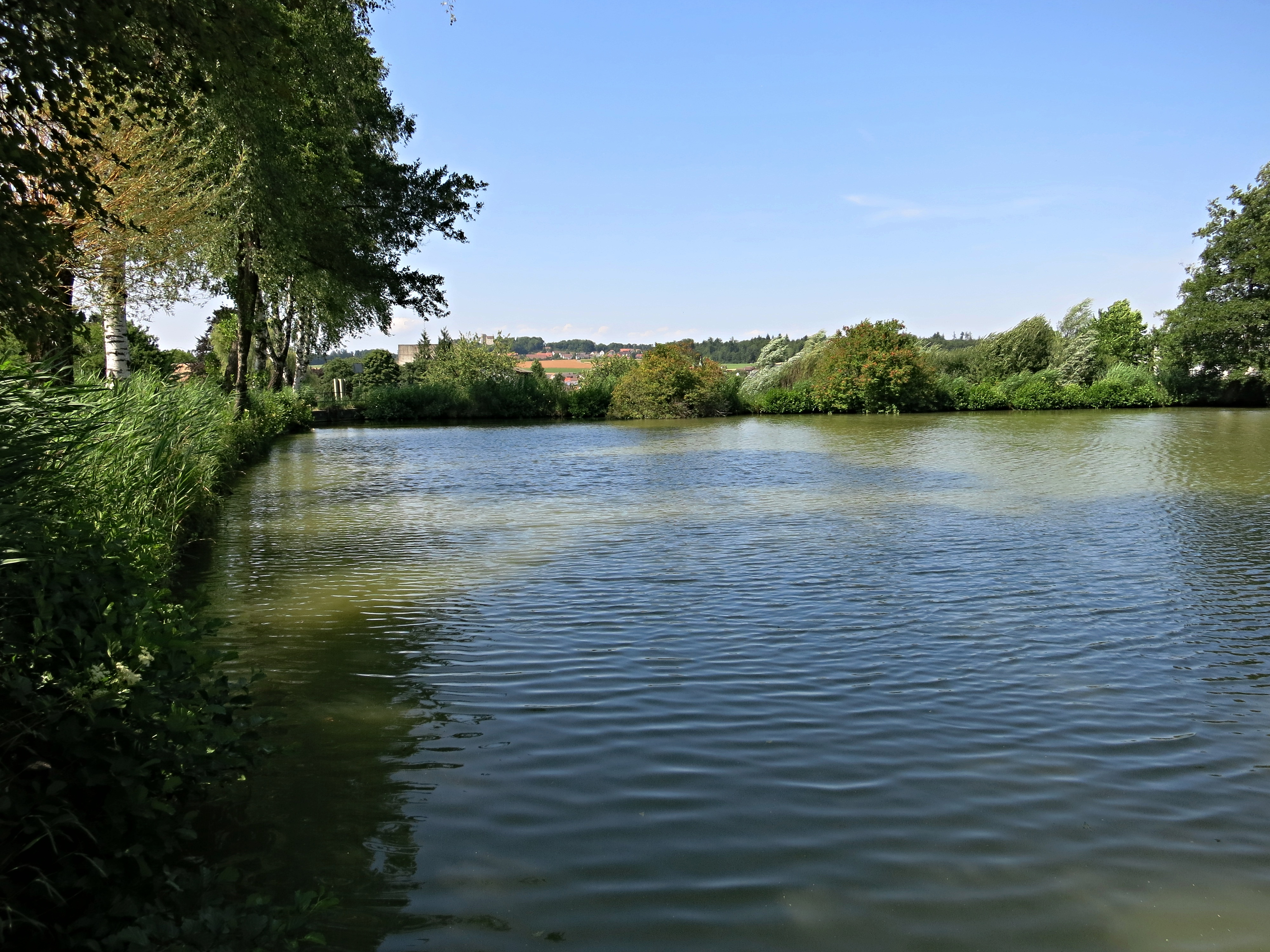
Büselweiher bei Scherz
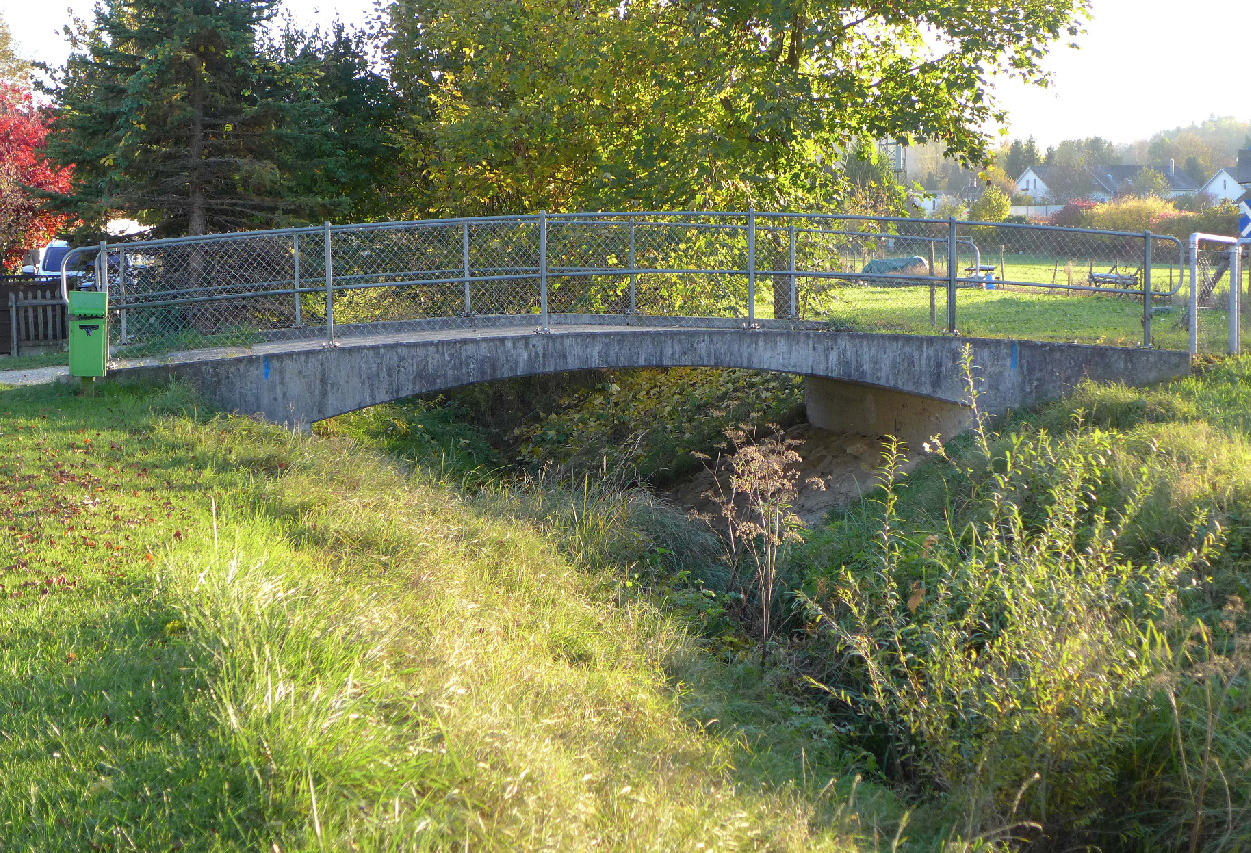
Bogenbrücke der Werkhofstrasse beim Schulhaus von Hausen
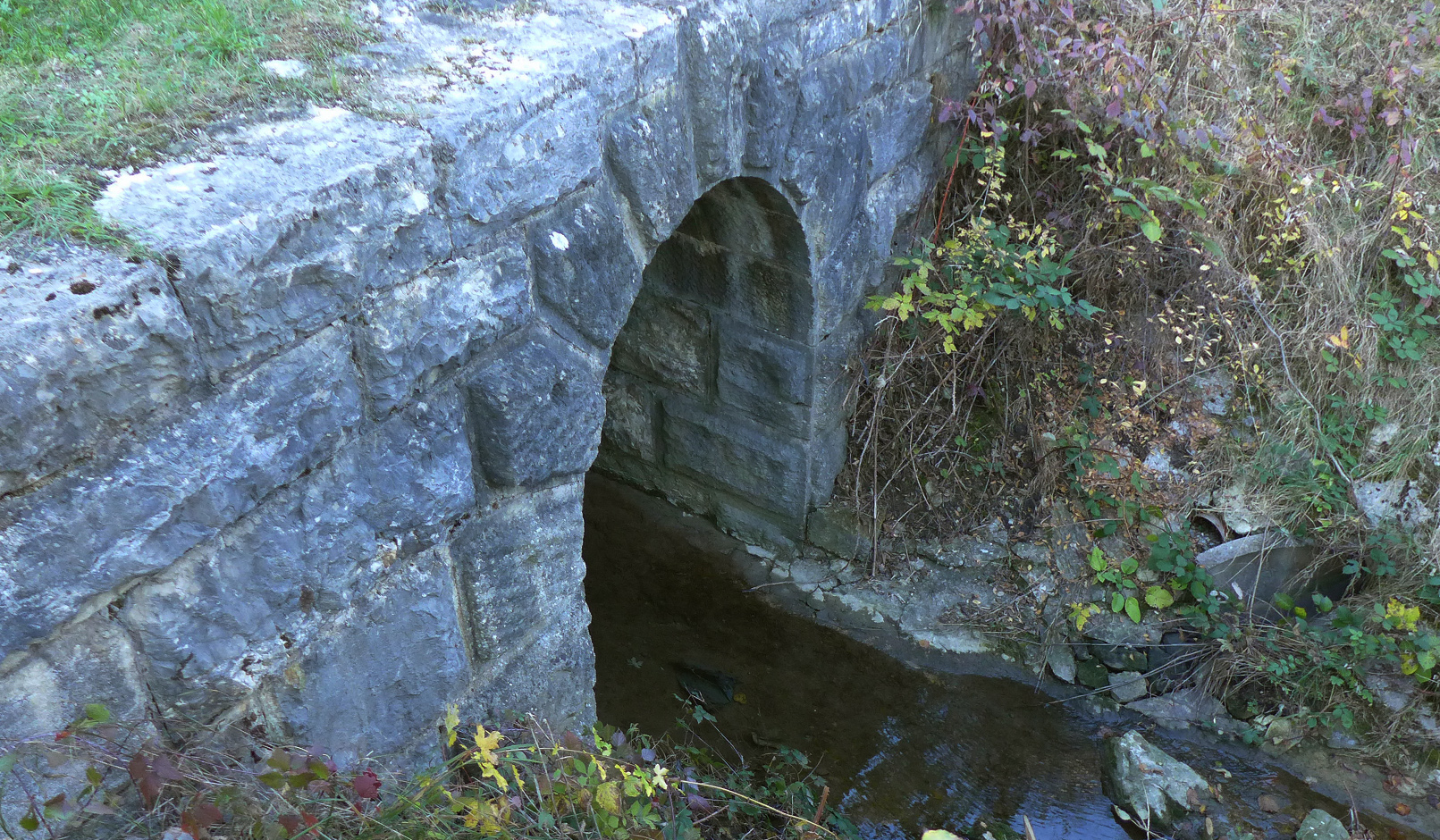
Brücke aus dem 19. Jahrhundert über den Süssbachkanal bei Hausen
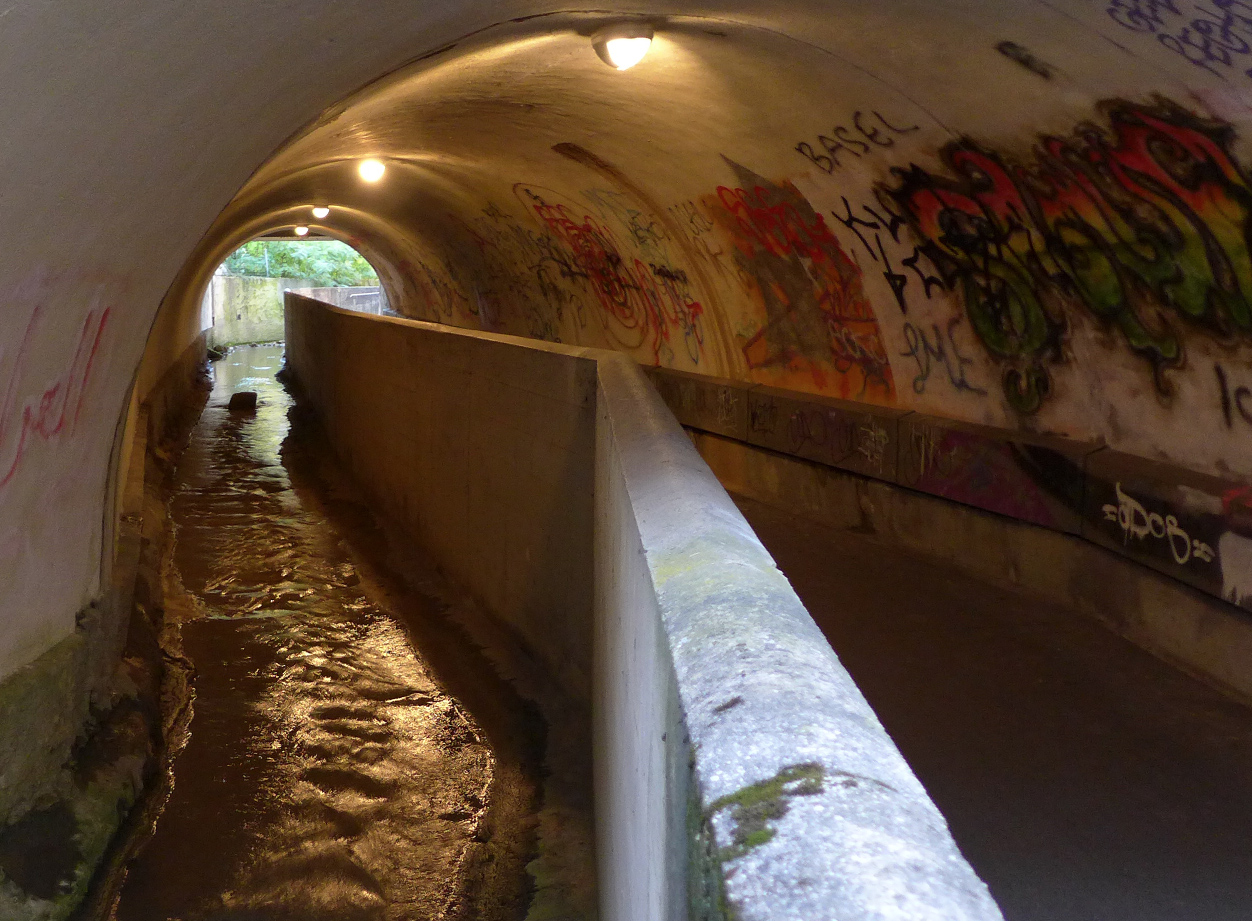
Süssbachtunnel mit Fussweg unter dem Gleisfeld bei Brugg
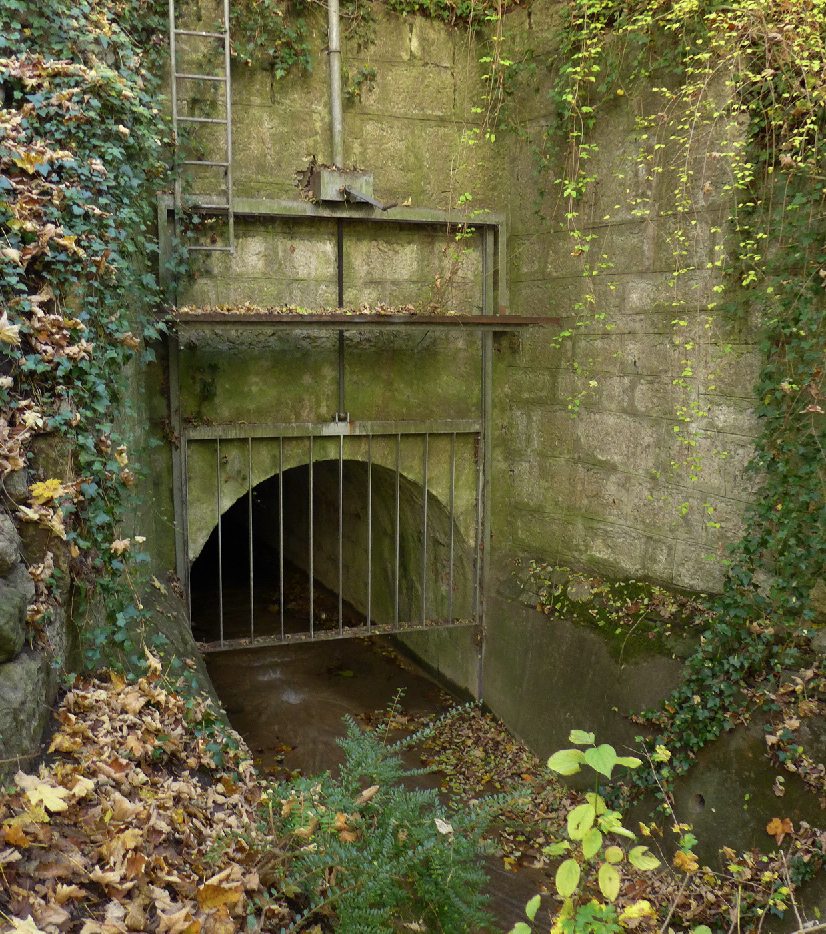
Süssbachdole in Brugg